# Kanton Prayssas
Der Kanton Prayssas war bis 2015 ein französischer Wahlkreis im Arrondissement Agen, im Département Lot-et-Garonne und in der ehemaligen Region Aquitanien; sein Hauptort war Prayssas, Vertreter im Generalrat des Départements war zuletzt von 1992 bis 2015, wiedergewählt zuletzt 2004 Alain Merly. 
Der Kanton war 141,17 km² groß und hatte 4554 Einwohner (Stand 2012). 
Der Kanton Prayssas umfasste Wahlberechtigte aus folgenden neun Gemeinden:
| Gemeinde        | Einwohner Jahr | Fläche km² | Bevölkerungsdichte | Postleitzahl | Code INSEE |
| --------------- | -------------- | ---------- | ------------------ | ------------ | ---------- |
| Cours           | 202 (2013)     | –          | – Einw./km²        | 47360        | 47073      |
| Granges-sur-Lot | 595 (2013)     | –          | – Einw./km²        | 47260        | 47111      |
| Lacépède        | 312 (2013)     | –          | – Einw./km²        | 47260        | 47125      |
| Laugnac         | 630 (2013)     | –          | – Einw./km²        | 47360        | 47140      |
| Lusignan-Petit  | 354 (2013)     | –          | – Einw./km²        | 47360        | 47154      |
| Madaillan       | 638 (2013)     | –          | – Einw./km²        | 47360        | 47155      |
| Montpezat       | 574 (2013)     | –          | – Einw./km²        | 47360        | 47190      |
| Prayssas        | 977 (2013)     | –          | – Einw./km²        | 47360        | 47213      |
| Saint-Sardos    | 301 (2013)     | –          | – Einw./km²        | 47360        | 47276      |